# Zhang Ling
Zhang Ling (Hunan, 28 ottobre 1989) è un'ex tennista hongkonghese.
Vincitrice di quattordici titoli nel singolare e sette titoli nel doppio nel circuito ITF, il 12 settembre 2011 ha raggiunto la sua migliore posizione nel singolare WTA piazzandosi 184º. Il 22 giugno 2009 ha raggiunto il miglior piazzamento mondiale nel doppio alla posizione nº219.
Nel 2014 ha vinto il primo incontro WTA nel singolare a Kuala Lumpur sconfiggendo Ol'ga Savčuk per 6-3, 6-2 e diventando la prima tennista di Hong Kong a raggiungere questo obiettivo dopo Patricia Hy-Boulais negli anni ottanta.
Giocando per Hong Kong in Fed Cup, Zhang ha un record di vittorie-sconfitte di 37-26.